# Anchocoema nigroornata
Anchocoema nigroornata is een rechtvleugelig insect uit de familie Proscopiidae. De wetenschappelijke naam van deze soort is voor het eerst geldig gepubliceerd in 1960 door Piza.